# Zahumsko
Zahumsko (en serbe cyrillique : Захумско) est un village de Serbie situé dans la municipalité de Sjenica, district de Zlatibor. Au recensement de 2011, il comptait 134 habitants.

## Démographie
| 1948 | 1953 | 1961 | 1971 | 1981 | 1991 | 2002 | 2011 |
| ---- | ---- | ---- | ---- | ---- | ---- | ---- | ---- |
| 288  | 315  | 387  | 386  | 310  | 170  | 150  | 134  |

|  |